# 沙格角
沙格角（英語：Shag Point）是南極洲的海岬，位於南喬治亞群島，處於坎普灣和森塞特港之間，在1931年由英國海軍命名，該海岬由英國海外領土管轄。